# Stenoglene obtusus
Stenoglene obtusus is een vlinder uit de familie Eupterotidae. De wetenschappelijke naam van deze soort is voor het eerst geldig gepubliceerd in 1864 door Walker.
De soort komt voor in tropisch Afrika.